# Tarucus grammicus
Tarucus grammicus är en fjärilsart som beskrevs av Grose-smith och Kirby 1893. Tarucus grammicus ingår i släktet Tarucus och familjen juvelvingar. Inga underarter finns listade i Catalogue of Life.